# 日特尼基 (穆羅瓦尼庫里利夫齊區)
48°45′5″N 27°27′32″E / 48.75139°N 27.45889°E
日特尼基（烏克蘭語：Житники），是烏克蘭的村落，位於該國西南部文尼察州，由莫希利夫-波季利斯基區負責管轄，始建於1560年，面積2.43平方公里，海拔高度158米，2001年人口339。